# Міст Міленіум (Гейтсхед)

Принцип роботи мосту

Міст Міленіум (також Міст двотисячоліття; англ. Gateshead Millennium Bridge) — міст через річку Тайн, що сполучає міста Ґейтсгед і Ньюкасл-апон-Тайн (Північна Англія); перший в світі міст, що обертається.

## Історія
Проект мосту був розроблений архітектурною компанією WilkinsonEyre; їх проєкт переміг на конкурсі, який в 1996 році оголосила міська рада Ґейтсгеда. Завданням архітекторів було створити і побудувати пішохідний і велосипедний міст, який не заважав би великим суднам пропливати по річці Тайн. Побудований міст став першим у світі мостом, що обертається.
Будівництво мосту двотисячоліття було масштабним інженерним проєктом із бюджетом 40 млн доларів; проєкт реалізовували більше двох років. Сталеву конструкцію мосту відлили на заводі в Болтоні, а потім по частинах переправили для її складання у Волсенд, у гирло річки Тайн. Зібрану конструкцію переправили на 10 км вгору по річці з допомогою «Азійського Геркулеса II" — найбільшого в Європі плавучого крану. Через малу ширину річки конструкцію розміром 126 м і вагою 850 т доводилося час від часу повертати.
У вересні 2001 року міст був введений у експлуатацію. На церемонії відкриття були присутні 35 тисяч чоловік. Міст «обертається» близько 200 раз за рік; кожен раз подивитися на його поворот збираються величезні натовпи глядачів. Однак і в нерухомому стані міст не залишає їх байдужими. Ця будова, спочатку задумана як перехід через річку Тайн і одночасно є «видовищем», що змінило панорамний вигляд Тайнсайду.

## Опис
Основа мосту — дві сталеві арки. Одна з них здіймається над поверхнею води на 50 м; іншою, розміщеною практично горизонтально, рухаються пішоходи і велосипедисти, а під нею можуть пропливати невисокі судна. Коли до мосту наближається високе судно, яке нездатне пройти під горизонтальною частиною, обидві арки як єдине ціле обертаються на 40° навколо осі, що з'єднує їхні кінці: пішохідно-велосипедна арка мосту підіймається, верхня ж арка, навпаки, опускається. Обертання триває не більше 4,5 хвилини, залежно від швидкості вітру. Коли воно закінчується, дві арки перебувають у «рівноважного-піднятому» положенні, в якому верхні точки арок підносяться над поверхнею води на 25 метрів.

## Фотогалерея

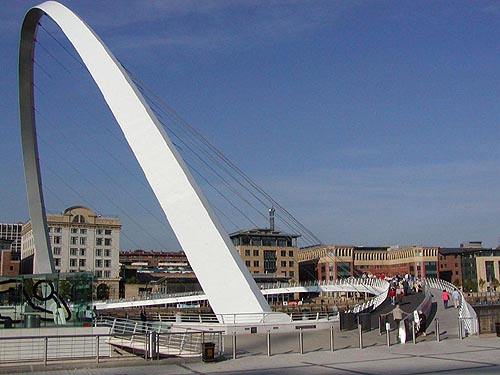
Вид з боку міста Ґейтсгеда
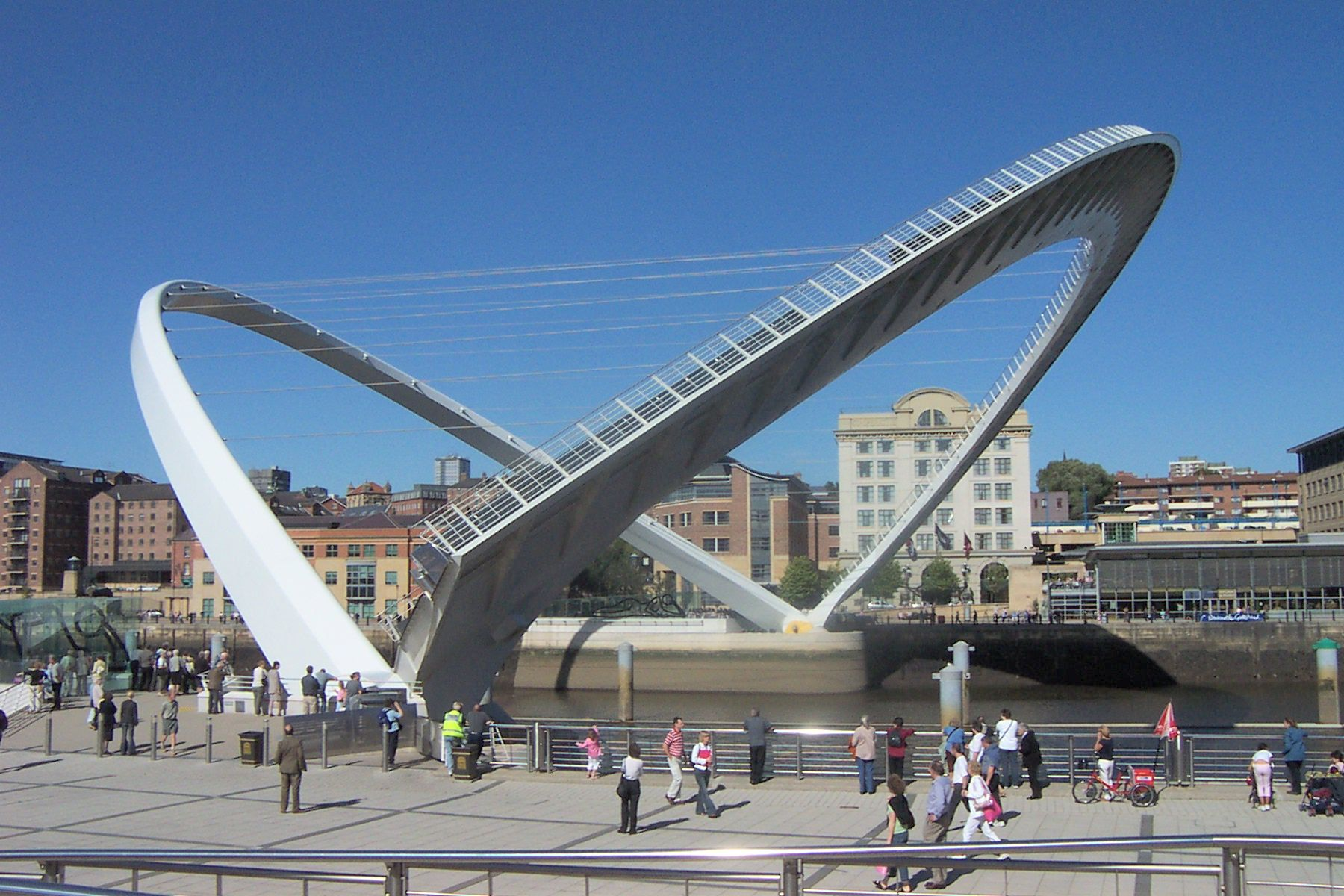
Міст у піднятому стані
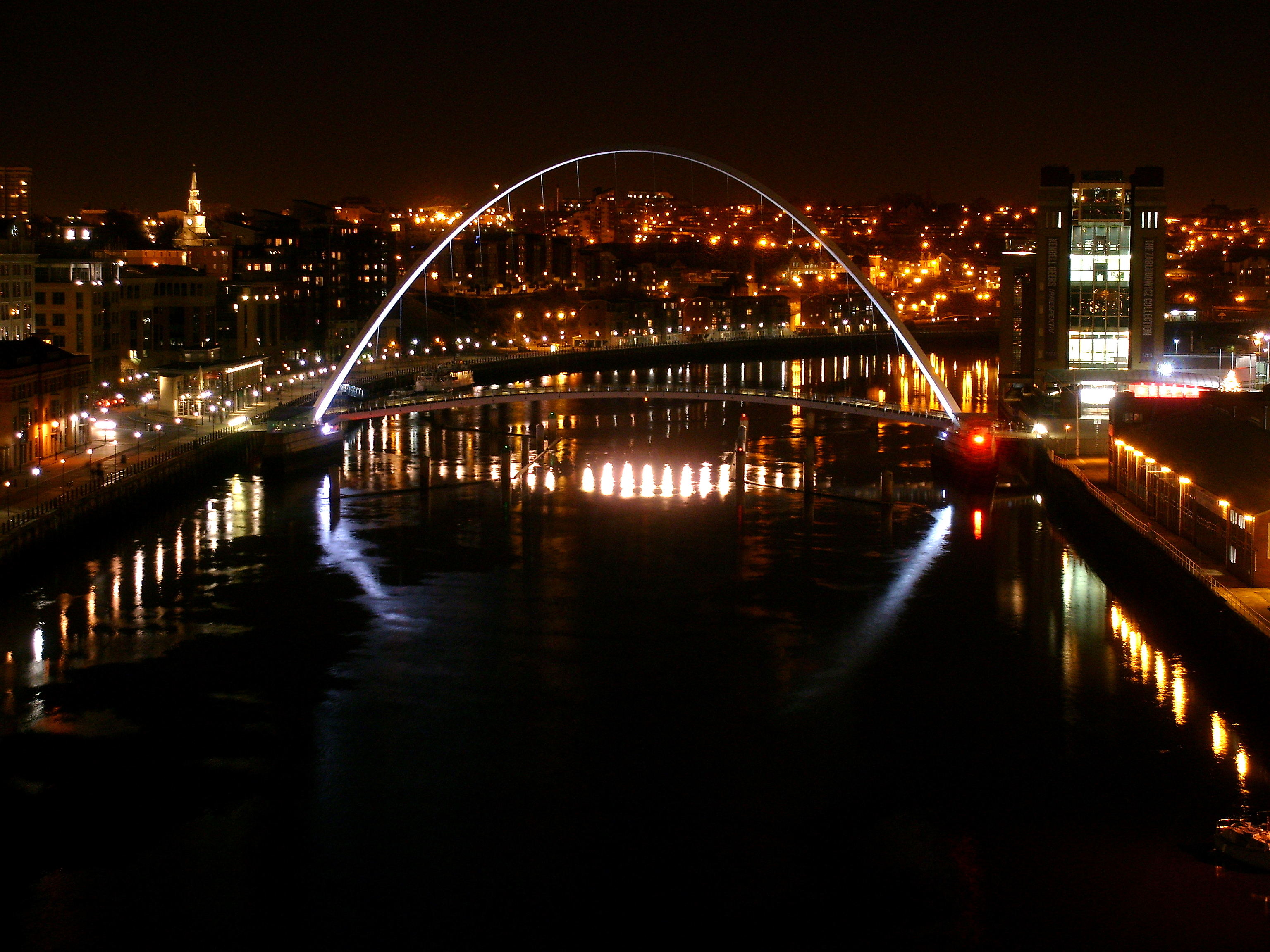
Міст уночі
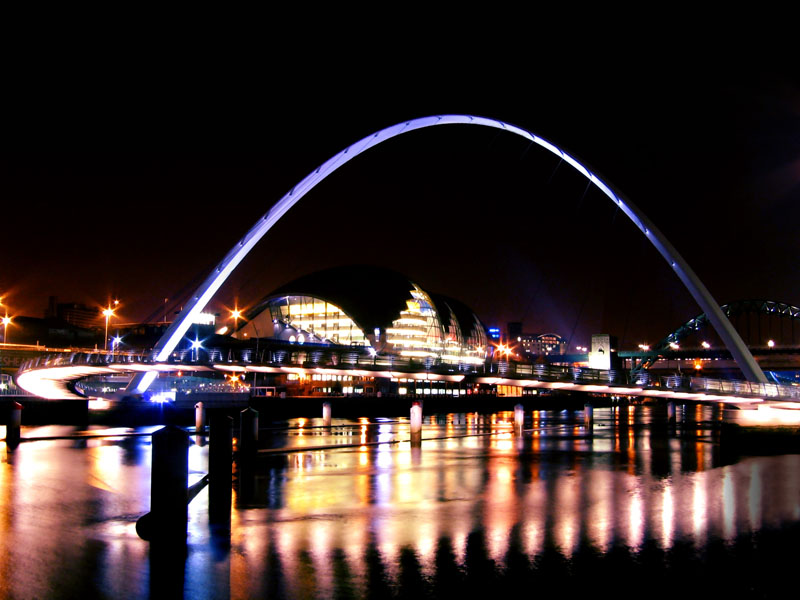
Через річку вночі
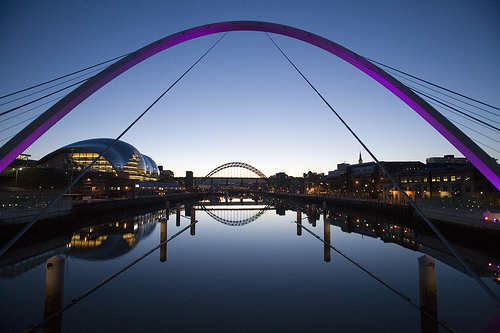
Вид з мосту, дивлячись на захід (вгору за течією) в сутінках, з кольоровою підсвіткою